# علامة إرشاد بحري

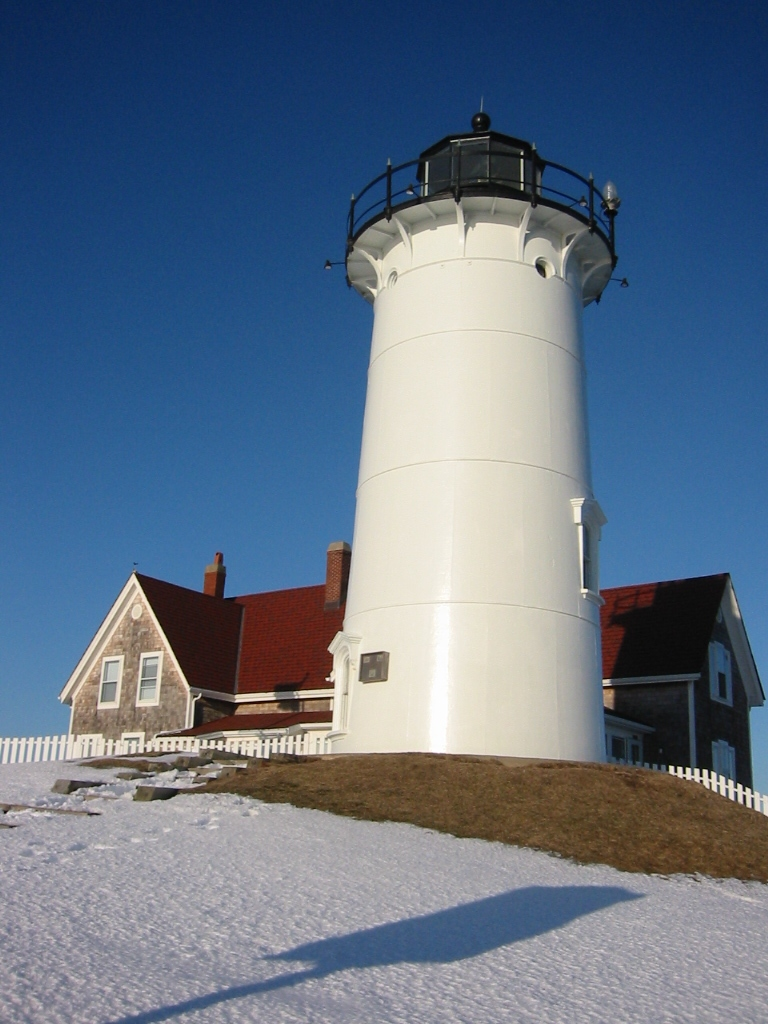

علامة ارشاد بحري أداة لإرشاد السفن إلى الشاطئ أو الميناء، أو الممر الملاحي، وهي ليلية، ونهارية للضباب، وتكون العلامة ليلا بالضوء كالمنائر والشمندورات المضيئة، وتقام العلامة النهارية فوق الصخور وعلى الشاطئ أو عائمة. وتوضع العلامات طبقا لاصطلاحات دولية، وتستخدم في الضباب الصفارات، والمفرقعات، والأجراس، واللاسلكى حاليا.
اتخذت المنارة قديما وسيلة للإشاد، كمنارة فاروس (الإسكندرية) في القرن الثالث (من عجائب الدنيا السبع)، وقد ظلت تهدى السفن 1500 سنة. ويصنع برج المنارة إما بالمبانى أو الحديد الصلب، ويصدر الضوء بحرق الخشب والفحم والشموع.

## منارات مصر
وبمصر منارات عديدة منها
السلوم، سيدى براني، رشيد، رأس التين، بورسعيد، دمياط، البرلس، الزعفران، رأس غارب.